# Formule 1 in 1985
Het Formule 1-seizoen 1985 was het 36ste FIA Formula One World Championship seizoen. Het begon op 7 april en eindigde op 3 november na zestien races.

## Kalender
De Grand Prix van Australië stond vond het eerst op de kalender van de Formule 1.

De Grand Prix van België zou eerst plaats vinden op 2 juni Op 31 mei tijdens de vrije trainingen kwam het slechts 10 dagen eerder nieuw aangebrachte asfalt los in de bochten. Daarop werd besloten de Grand Prix later in het jaar te rijden waarmee de Grand Prix niet officieel afgelast werd.
| GP nr. | Ronde | Grand Prix                      | Circuit                      | Plaats             | Datum        |
| ------ | ----- | ------------------------------- | ---------------------------- | ------------------ | ------------ |
| 405    | 1     | GP van Brazilië                 | Circuit van Jacarepagua      | Rio de Janeiro     | 7 april      |
| 406    | 2     | GP van Portugal                 | Autódromo do Estoril         | Estoril            | 21 april     |
| 407    | 3     | GP van San Marino               | Autodromo Dino Ferrari       | Imola              | 5 mei        |
| 408    | 4     | GP van Monaco                   | Circuit de Monaco            | Monte Carlo        | 19 mei       |
| 409    | 5     | GP van Canada                   | Circuit Gilles Villeneuve    | Montreal (Quebec)  | 16 juni      |
| 410    | 6     | GP van de Verenigde Staten Oost | Stratencircuit Detroit       | Detroit (Michigan) | 23 juni      |
| 411    | 7     | GP van Frankrijk                | Circuit Paul Ricard          | Le Castellet       | 7 juli       |
| 412    | 8     | GP van Groot-Brittannië         | Silverstone Circuit          | Silverstone        | 21 juli      |
| 413    | 9     | GP van Duitsland                | Nürburgring GP-Strecke       | Nürburg            | 4 augustus   |
| 414    | 10    | GP van Oostenrijk               | Österreichring               | Spielberg          | 18 augustus  |
| 415    | 11    | GP van Nederland                | Circuit Park Zandvoort       | Zandvoort          | 25 augustus  |
| 416    | 12    | GP van Italië                   | Autodromo Nazionale Monza    | Monza              | 8 september  |
| 417    | 13    | GP van België                   | Circuit de Spa-Francorchamps | Stavelot           | 15 september |
| 418    | 14    | GP van Europa                   | Brands Hatch                 | West Kingsdown     | 6 oktober    |
| 419    | 15    | GP van Zuid-Afrika              | Kyalami Grand Prix Circuit   | Midrand            | 19 oktober   |
| 420    | 16    | GP van Australië                | Stratencircuit van Adelaide  | Adelaide           | 3 november   |

Opmerking:

De Grand Prix van Europa zou oorspronkelijk op een stratencircuit worden verreden in Rome in de wijk Esposizione Universale di Roma (EUR) op 13 oktober maar werd verplaatst naar Brands Hatch en een week eerder verreden.

### Afgelast
Er zouden oorspronkelijk 19 Grands Prix verreden worden. De drie voorlopige (V) Grands Prix hieronder genoemd werden al eerder afgelast.
- De Grand Prix van Dallas, gepland als seizoensopener, werd afgelast vanwege zorgen over de veiligheid en financiële problemen bij de organisatie.[2]
- De Grand Prix van Japan stond op de voorlopige kalender maar werd afgelast omdat het aanpassen van het circuit in Suzuka te veel tijd in beslag zou nemen. Het zou nog twee jaar duren voordat er een Grand Prix in Suzuka werd verreden.[2]
- De Grand Prix van de Verenigde Staten werd voor de derde keer op rij afgelast en werd vervangen door de Grand Prix van Europa.[3]
- De Grand Prix van Hongarije op het stond op een voorlopige kalender maar werd afgelast omdat de plannen voor een race in het Népliget park moeilijk uitvoerbaar waren. Er werd een beslissing genomen om een nieuw circuit te bouwen: de Hungaroring in Mogyoród buiten de stad Boedapest waar de eerste race werd gehouden in 1986.[2]
- De Grand Prix van Spanje die op de voorlopige kalender stond en verreden zou worden in Fuengirola maar werd voor de tweede keer op rij afgelast, dit keer vanwege organisatoriche problemen.[2]
- De Grand Prix van Mexico, gepland als seizoensafsluiter, werd afgelast vanwege de aardbeving die Mexico-Stad trof op 19 september.

| Ronde | Grand Prix                 | Circuit                      | Plaats              | Originele datum |
| ----- | -------------------------- | ---------------------------- | ------------------- | --------------- |
| 1     | GP van Dallas              | Fair Park Circuit            | Dallas (Texas)      | 24 maart        |
| V: 2  | GP van Japan               | Circuit Suzuka               | Suzuka              | 7 april         |
| V: 15 | GP van Hongarije           | Népliget Park Circuit        | Boedapest           | 22 september    |
| 15    | GP van de Verenigde Staten | Flushing Meadows Circuit     | New York (New York) | 22 september    |
| V: 17 | GP van Spanje              | Stratencircuit Fuengirola    | Fuengirola          | 13 oktober      |
| 19    | GP van Mexico              | Autódromo Hermanos Rodríguez | Mexico-Stad         | 17 november     |

## Resultaten en klassement

### Grands Prix
| Ronde | Grand Prix                      | Poleposition     | Snelste ronde    | Winnende coureur | Winnende constructeur | Banden | Verslag |
| ----- | ------------------------------- | ---------------- | ---------------- | ---------------- | --------------------- | ------ | ------- |
| 1     | GP van Brazilië                 | Michele Alboreto | Alain Prost      | Alain Prost      | McLaren-TAG           | G      | Verslag |
| 2     | GP van Portugal                 | Ayrton Senna     | Ayrton Senna     | Ayrton Senna     | Lotus-Renault         | G      | Verslag |
| 3     | GP van San Marino               | Ayrton Senna     | Michele Alboreto | Elio de Angelis  | Lotus-Renault         | G      | Verslag |
| 4     | GP van Monaco                   | Ayrton Senna     | Michele Alboreto | Alain Prost      | McLaren-TAG           | G      | Verslag |
| 5     | GP van Canada                   | Elio de Angelis  | Ayrton Senna     | Michele Alboreto | Ferrari               | G      | Verslag |
| 6     | GP van de Verenigde Staten Oost | Ayrton Senna     | Ayrton Senna     | Keke Rosberg     | Williams-Honda        | G      | Verslag |
| 7     | GP van Frankrijk                | Keke Rosberg     | Keke Rosberg     | Nelson Piquet    | Brabham-BMW           | P      | Verslag |
| 8     | GP van Groot-Brittannië         | Keke Rosberg     | Alain Prost      | Alain Prost      | McLaren-TAG           | G      | Verslag |
| 9     | GP van Duitsland                | Teo Fabi         | Niki Lauda       | Michele Alboreto | Ferrari               | G      | Verslag |
| 10    | GP van Oostenrijk               | Alain Prost      | Alain Prost      | Alain Prost      | McLaren-TAG           | G      | Verslag |
| 11    | GP van Nederland                | Nelson Piquet    | Alain Prost      | Niki Lauda       | McLaren-TAG           | G      | Verslag |
| 12    | GP van Italië                   | Ayrton Senna     | Nigel Mansell    | Alain Prost      | McLaren-TAG           | G      | Verslag |
| 13    | GP van België                   | Alain Prost      | Alain Prost      | Ayrton Senna     | Lotus-Renault         | G      | Verslag |
| 14    | GP van Europa                   | Ayrton Senna     | Jacques Laffite  | Nigel Mansell    | Williams-Honda        | G      | Verslag |
| 15    | GP van Zuid-Afrika              | Nigel Mansell    | Keke Rosberg     | Nigel Mansell    | Williams-Honda        | G      | Verslag |
| 16    | GP van Australië                | Ayrton Senna     | Keke Rosberg     | Keke Rosberg     | Williams-Honda        | G      | Verslag |

### Puntentelling
Punten worden toegekend aan de top zes geklasseerde coureurs. 
| Positie | 01e0 | 02e0 | 03e0 | 04e0 | 05e0 | 06e0 |
| Punten  | 9    | 6    | 4    | 3    | 2    | 1    |

### Klassement bij de coureurs
De elf beste resultaten van alle wedstrijden tellen mee voor de eindstand. Bij "Punten" staan de getelde kampioenschapspunten gevolgd door de totaal behaalde punten tussen haakjes.
| Pos. | Nr.                      | Coureur            | Grands Prix | Grands Prix | Grands Prix | Grands Prix | Grands Prix | Grands Prix | Grands Prix | Grands Prix | Grands Prix | Grands Prix | Grands Prix | Grands Prix | Grands Prix | Grands Prix | Grands Prix | Grands Prix | Punten  |
| Pos. | Nr.                      | Coureur            | BRA         | POR         | SMR         | MON         | CAN         | VSO         | FRA         | GBR         | DUI         | OOS         | NED         | ITA         | BEL         | EUR         | ZAF         | AUS         | Punten  |
| ---- | ------------------------ | ------------------ | ----------- | ----------- | ----------- | ----------- | ----------- | ----------- | ----------- | ----------- | ----------- | ----------- | ----------- | ----------- | ----------- | ----------- | ----------- | ----------- | ------- |
| 1    | 2                        | Alain Prost        | 1S          | DNF         | DSQ         | 1           | 3           | DNF         | 3           | 1S          | 2           | 1PS0        | 2S          | 1           | 3PS0        | (4)         | 3           | DNF         | 73 (76) |
| 2    | 27                       | Michele Alboreto   | 2P          | 2           | DNFS        | 2S          | 1           | 3           | DNF         | 2           | 1           | 3           | 4           | 13†         | DNF         | DNF         | DNF         | DNF         | 53      |
| 3    | 6                        | Keke Rosberg       | DNF         | DNF         | DNF         | 8           | 4           | 1           | 2PS         | DNFP        | 12†         | DNF         | DNF         | DNF         | 4           | 3           | 2S          | 1S          | 40      |
| 4    | 12                       | Ayrton Senna       | DNF         | 1PS0        | 7P          | DNFP        | 16S         | DNFPS0      | DNF         | 10†         | DNF         | 2           | 3           | 3P          | 1           | 2P          | DNF         | DNFP        | 38      |
| 5    | 11                       | Elio de Angelis    | 3           | 4           | 1           | 3           | 5P          | 5           | 5           | NC          | DNF         | 5           | 5           | 6           | DNF         | 5           | DNF         | DSQ         | 33      |
| 6    | 5                        | Nigel Mansell      | DNF         | 5           | 5           | 7           | 6           | DNF         | DNS         | DNF         | 6           | DNF         | 6           | 11†S        | 2           | 1           | 1P          | DNF         | 31      |
| 7    | 4 (1x)/ 28 (15x)         | Stefan Johansson   | 7           | 8           | 6†          | DNF         | 2           | 2           | 4           | DNF         | 9           | 4           | DNF         | 5           | DNF         | DNF         | 4           | 5           | 26      |
| 8    | 7                        | Nelson Piquet      | DNF         | DNF         | 8†          | DNF         | DNF         | 6           | 1           | 4           | DNF         | DNF         | 8P          | 2           | 5           | DNF         | DNF         | DNF         | 21      |
| 9    | 26                       | Jacques Laffite    | 6           | DNF         | DNF         | 6           | 8           | 12          | DNF         | 3           | 3           | DNF         | DNF         | DNF         | 11†         | DNFS        |             | 2           | 16      |
| 10   | 1                        | Niki Lauda         | DNF         | DNF         | 4           | DNF         | DNF         | DNF         | DNF         | DNF         | 5           | DNF         | 1           | DNF         | DNS         |             | DNF         | DNF         | 14      |
| 11   | 18                       | Thierry Boutsen    | 11          | DNF         | 2           | 9           | 9           | 7           | 9           | DNF         | 4           | 8           | DNF         | 9           | 10          | 6           | 6           | DNF         | 11      |
| 12   | 15                       | Patrick Tambay     | 5           | 3           | 3           | DNF         | 7           | DNF         | 6           | DNF         | DNF         | 10†         | DNF         | 7           | DNF         | 12          |             | DNF         | 11      |
| 13   | 8                        | Marc Surer         |             |             |             |             | 15          | 8           | 8           | 6           | DNF         | 6           | 10†         | 4           | 8           | 13          | DNF         | DNF         | 5       |
| 14   | 16                       | Derek Warwick      | 10          | 7           | 10          | 5           | DNF         | DNF         | 7           | 5           | DNF         | DNF         | DNF         | DNF         | 6           | DNF         |             | DNF         | 5       |
| 15   | 25 (3x)/ 4 (1x)/ 25 (1x) | Philippe Streiff   |             |             |             |             |             |             |             |             |             |             |             | 10          | 9           | 8           | DNF         | 3           | 4       |
| 16   | 4 (7x)/ 3 (2x)/ 4 (1x)   | Stefan Bellof      |             | 6           | DNF         | DNQ         | 11          | 4           | 13          | 11          | 8           | 7†          | DNF         |             |             |             |             |             | 4       |
| 17   | 25                       | Andrea de Cesaris  | DNF         | DNF         | DNF         | 4           | 14          | 10          | DNF         | DNF         | DNF         | DNF         | DNF         |             |             |             |             |             | 3       |
| 18   | 28                       | René Arnoux        | 4           |             |             |             |             |             |             |             |             |             |             |             |             |             |             |             | 3       |
| 19   | 4                        | Ivan Capelli       |             |             |             |             |             |             |             |             |             |             |             |             |             | DNF         |             | 4           | 3       |
| 20   | 17                       | Gerhard Berger     | DNF         | DNF         | DNF         | DNF         | 13          | 11          | DNF         | 8           | 7           | DNF         | 9           | DNF         | 7           | 10          | 5           | 6           | 3       |
| 21   | 3 (8x)/ 4 (2x)/ 3 (6x)   | Martin Brundle     | 8           | DNF         | 9†          | 10          | 12          | DNF         | DNF         | 7           | 10          | DNQ         | 7           | 8           | 13          | DNF         | 7           | DNF         | 0       |
| 22   | 24                       | Huub Rothengatter  |             |             |             |             |             |             |             |             | DNF         | 9           | NC          | DNF         | NC          | DNQ         | DNF         | 7           | 0       |
| 23   | 1                        | John Watson        |             |             |             |             |             |             |             |             |             |             |             |             |             | 7           |             |             | 0       |
| 24   | 29                       | Pierluigi Martini  | DNF         | DNF         | DNF         | DNQ         | DNF         | DNF         | DNF         | DNF         | 11†         | DNF         | DNF         | DNF         | 12          | DNF         | DNF         | 8           | 0       |
| 25   | 22                       | Riccardo Patrese   | DNF         | DNF         | DNF         | DNF         | 10          | DNF         | 11          | 9           | DNF         | DNF         | DNF         | DNF         | DNF         | 9           | DNF         | DNF         | 0       |
| 26   | 23                       | Eddie Cheever      | DNF         | DNF         | DNF         | DNF         | 17          | 9           | 10          | DNF         | DNF         | DNF         | DNF         | DNF         | DNF         | 11          | DNF         | DNF         | 0       |
| 27   | 24 (8x)/ 20 (7x)         | Piercarlo Ghinzani | 12          | 9           | NC          | DNQ         | DNF         | DNF         | 15          | DNF         |             | DNS         | DNF         | DNS         | DNF         | DNF         | DNF         | DNF         | 0       |
| 28   | 10 (9x)/ 9 (5x)          | Philippe Alliot    | 9           | DNF         | DNF         | DNQ         | DNF         | DNF         | DNF         | DNF         | DNF         | DNF         | DNF         | DNF         | DNF         | DNF         |             |             | 0       |
| 29   | 30                       | Jonathan Palmer    |             | DNF         | DNF         | 11          |             |             | DNF         | DNF         | DNF         | DNF         | DNF         |             |             |             |             |             | 0       |
| 30   | 9                        | Manfred Winkelhock | 13          | NC          | DNF         | DNQ         | DNF         | DNF         | 12          | DNF         | DNF         |             |             |             |             |             |             |             | 0       |
| 31   | 19                       | Teo Fabi           |             |             |             | DNF         | DNF         | DNF         | 14†         | DNF         | DNF         | DNF         | DNF         | 12          | DNF         | DNF         | DNF         | DNF         | 0       |
| —    | 8 (4x)/ 14 (1x)          | François Hesnault  | DNF         | DNF         | DNF         | DNQ         |             |             |             |             | DNF         |             |             |             |             |             |             |             | 0       |
| —    | 33                       | Alan Jones         |             |             |             |             |             |             |             |             |             |             |             | DNF         |             | DNF         | DNS         | DNF         | 0       |
| —    | 21                       | Mauro Baldi        | DNF         | DNF         | DNF         |             |             |             |             |             |             |             |             |             |             |             |             |             | 0       |
| —    | 30                       | Christian Danner   |             |             |             |             |             |             |             |             |             |             |             |             | DNF         | DNF         |             |             | 0       |
| —    | 10                       | Kenny Acheson      |             |             |             |             |             |             |             |             |             | DNF         | DNQ         | DNF         |             |             |             |             | 0       |
| Pos. | Nr.                      | Coureur            | BRA         | POR         | SMR         | MON         | CAN         | VSO         | FRA         | GBR         | DUI         | OOS         | NED         | ITA         | BEL         | EUR         | ZAF         | AUS         | Punten  |
| Pos. | Nr.                      | Coureur            | Grands Prix |             |             |             |             |             |             |             |             |             |             |             |             |             |             |             | Punten  |

| Resultaat                       |
| ------------------------------- |
| Winnaar                         |
| Tweede plaats                   |
| Derde plaats                    |
| Gefinisht (punten behaald)      |
| Gefinisht (geen punten behaald) |
| Niet geklasseerd (NC)           |
| Uitgevallen (DNF)               |
| Niet gekwalificeerd (DNQ)       |
| Gediskwalificeerd (DSQ)         |
| Niet gestart (DNS)              |
| Gewond (INJ)                    |
| Uitgesloten (EX)                |
| Teruggetrokken (WD)             |
| Niet deelgenomen (blanco cel)   |
| P Pole position                 |
| S Snelste ronde                 |

† — Coureur is niet gefinisht in de GP, maar heeft wel 90% van de race-afstand afgelegd, waardoor hij als geklasseerd genoteerd staat.

### Klassement bij de constructeurs
Alle behaalde coureurspunten tellen mee voor het constructeurskampioenschap.
| Pos. | Constructeur           | Nr. | Grands Prix | Grands Prix | Grands Prix | Grands Prix | Grands Prix | Grands Prix | Grands Prix | Grands Prix | Grands Prix | Grands Prix | Grands Prix | Grands Prix | Grands Prix | Grands Prix | Grands Prix | Grands Prix | Punten |
| Pos. | Constructeur           | Nr. | BRA         | POR         | SMR         | MON         | CAN         | VSO         | FRA         | GBR         | DUI         | OOS         | NED         | ITA         | BEL         | EUR         | ZAF         | AUS         | Punten |
| ---- | ---------------------- | --- | ----------- | ----------- | ----------- | ----------- | ----------- | ----------- | ----------- | ----------- | ----------- | ----------- | ----------- | ----------- | ----------- | ----------- | ----------- | ----------- | ------ |
| 1    | McLaren-TAG            | 1   | DNF         | DNF         | 4           | DNF         | DNF         | DNF         | DNF         | DNF         | 5           | DNF         | 1           | DNF         | DNS         | 7           | DNF         | DNF         | 90     |
| 1    | McLaren-TAG            | 2   | 1S          | DNF         | DSQ         | 1           | 3           | DNF         | 3           | 1S          | 2           | 1PS0        | 2S          | 1           | 3PS0        | (4)         | 3           | DNF         | 90     |
| 2    | Ferrari                | 27  | 2P          | 2           | DNFS        | 2S          | 1           | 3           | DNF         | 2           | 1           | 3           | 4           | 13†         | DNF         | DNF         | DNF         | DNF         | 82     |
| 2    | Ferrari                | 28  | 4           | 8           | 6†          | DNF         | 2           | 2           | 4           | DNF         | 9           | 4           | DNF         | 5           | DNF         | DNF         | 4           | 5           | 82     |
| 3    | Williams-Honda         | 5   | DNF         | 5           | 5           | 7           | 6           | DNF         | DNS         | DNF         | 6           | DNF         | 6           | 11†S        | 2           | 1           | 1P          | DNF         | 71     |
| 3    | Williams-Honda         | 6   | DNF         | DNF         | DNF         | 8           | 4           | 1           | 2PS         | DNFP        | 12†         | DNF         | DNF         | DNF         | 4           | 3           | 2S          | 1S          | 71     |
| 4    | Lotus-Renault          | 11  | 3           | 4           | 1           | 3           | 5P          | 5           | 5           | NC          | DNF         | 5           | 5           | 6           | DNF         | 5           | DNF         | DSQ         | 71     |
| 4    | Lotus-Renault          | 12  | DNF         | 1PS0        | 7P          | DNFP        | 16S         | DNFPS0      | DNF         | 10†         | DNF         | 2           | 3           | 3P          | 1           | 2P          | DNF         | DNFP        | 71     |
| 5    | Brabham-BMW            | 7   | DNF         | DNF         | 8†          | DNF         | DNF         | 6           | 1           | 4           | DNF         | DNF         | 8P          | 2           | 5           | DNF         | DNF         | DNF         | 26     |
| 5    | Brabham-BMW            | 8   | DNF         | DNF         | DNF         | DNQ         | 15          | 8           | 8           | 6           | DNF         | 6           | 10†         | 4           | 8           | 13          | DNF         | DNF         | 26     |
| 6    | Ligier-Renault         | 25  | DNF         | DNF         | DNF         | 4           | 14          | 10          | DNF         | DNF         | DNF         | DNF         | DNF         | 10          | 9           | 8           |             | 3           | 23     |
| 6    | Ligier-Renault         | 26  | 6           | DNF         | DNF         | 6           | 8           | 12          | DNF         | 3           | 3           | DNF         | DNF         | DNF         | 11†         | DNFS        |             | 2           | 23     |
| 7    | Renault                | 14  |             |             |             |             |             |             |             |             | DNF         |             |             |             |             |             |             |             | 16     |
| 7    | Renault                | 15  | 5           | 3           | 3           | DNF         | 7           | DNF         | 6           | DNF         | DNF         | 10†         | DNF         | 7           | DNF         | 12          |             | DNF         | 16     |
| 7    | Renault                | 16  | 10          | 7           | 10          | 5           | DNF         | DNF         | 7           | 5           | DNF         | DNF         | DNF         | DNF         | 6           | DNF         |             | DNF         | 16     |
| 8    | Arrows-BMW             | 17  | DNF         | DNF         | DNF         | DNF         | 13          | 11          | DNF         | 8           | 7           | DNF         | 9           | DNF         | 7           | 10          | 5           | 6           | 14     |
| 8    | Arrows-BMW             | 18  | 11          | DNF         | 2           | 9           | 9           | 7           | 9           | DNF         | 4           | 8           | DNF         | 9           | 10          | 6           | 6           | DNF         | 14     |
| 9    | Tyrrell-Ford           | 3   | 8           | DNF         | 9†          | 10          | 12          | DNF         |             |             |             |             |             |             |             |             |             |             | 4      |
| 9    | Tyrrell-Ford           | 4   | 7           | 6           | DNF         | DNQ         | 11          | 4           | 13          | 11          | 10          | DNQ         |             |             |             |             |             |             | 4      |
| 10   | Tyrrell-Renault        | 3   |             |             |             |             |             |             | DNF         | 7           | 8           | 7†          | 7           | 8           | 13          | DNF         | 7           | DNF         | 3      |
| 10   | Tyrrell-Renault        | 4   |             |             |             |             |             |             |             |             |             |             | DNF         |             |             | DNF         | DNF         | 4           | 3      |
| 11   | Osella-Alfa Romeo      | 24  | 12          | 9           | NC          | DNQ         | DNF         | DNF         | 15          | DNF         | DNF         | 9           | NC          | DNF         | NC          | DNQ         | DNF         | 7           | 0      |
| 12   | Minardi-Motori Moderni | 29  |             |             | DNF         | DNQ         | DNF         | DNF         | DNF         | DNF         | 11†         | DNF         | DNF         | DNF         | 12          | DNF         | DNF         | 8           | 0      |
| 13   | Alfa Romeo             | 22  | DNF         | DNF         | DNF         | DNF         | 10          | DNF         | 11          | 9           | DNF         | DNF         | DNF         | DNF         | DNF         | 9           | DNF         | DNF         | 0      |
| 13   | Alfa Romeo             | 23  | DNF         | DNF         | DNF         | DNF         | 17          | 9           | 10          | DNF         | DNF         | DNF         | DNF         | DNF         | DNF         | 11          | DNF         | DNF         | 0      |
| 14   | RAM-Hart               | 9   | 13          | NC          | DNF         | DNQ         | DNF         | DNF         | 12          | DNF         | DNF         | DNF         | DNF         | DNF         | DNF         | DNF         |             |             | 0      |
| 14   | RAM-Hart               | 10  | 9           | DNF         | DNF         | DNQ         | DNF         | DNF         | DNF         | DNF         | DNF         | DNF         | DNQ         | DNF         |             |             |             |             | 0      |
| 15   | Zakspeed               | 30  |             | DNF         | DNF         | 11          |             |             | DNF         | DNF         | DNF         | DNF         | DNF         |             | DNF         | DNF         |             |             | 0      |
| 16   | Toleman-Hart           | 19  |             |             |             | DNF         | DNF         | DNF         | 14†         | DNF         | DNF         | DNF         | DNF         | 12          | DNF         | DNF         | DNF         | DNF         | 0      |
| 16   | Toleman-Hart           | 20  |             |             |             |             |             |             |             |             | DNS         | DNF         | DNS         | DNF         | DNF         | DNF         | DNF         |             | 0      |
| −    | Lola-Hart              | 33  |             |             |             |             |             |             |             |             |             |             |             | DNF         |             | DNF         | DNS         | DNF         | 0      |
| −    | Spirit-Hart            | 21  | DNF         | DNF         | DNF         |             |             |             |             |             |             |             |             |             |             |             |             |             | 0      |
| −    | Minardi-Ford           | 29  | DNF         | DNF         |             |             |             |             |             |             |             |             |             |             |             |             |             |             | 0      |
| Pos. | Constructeur           | Nr. | BRA         | POR         | SMR         | MON         | CAN         | VSO         | FRA         | GBR         | DUI         | OOS         | NED         | ITA         | BEL         | EUR         | ZAF         | AUS         | Punten |
| Pos. | Constructeur           | Nr. | Grands Prix |             |             |             |             |             |             |             |             |             |             |             |             |             |             |             | Punten |

| Resultaat                       |
| ------------------------------- |
| Winnaar                         |
| Tweede plaats                   |
| Derde plaats                    |
| Gefinisht (punten behaald)      |
| Gefinisht (geen punten behaald) |
| Niet geklasseerd (NC)           |
| Uitgevallen (DNF)               |
| Niet gekwalificeerd (DNQ)       |
| Gediskwalificeerd (DSQ)         |
| Niet gestart (DNS)              |
| Gewond (INJ)                    |
| Uitgesloten (EX)                |
| Teruggetrokken (WD)             |
| Niet deelgenomen (blanco cel)   |
| P Pole position                 |
| S Snelste ronde                 |

† — Coureur is niet gefinisht in de GP, maar heeft wel 90% van de race-afstand afgelegd, waardoor hij als geklasseerd genoteerd staat.
1950 · 1951 · 1952 · 1953 · 1954 · 1955 · 1956 · 1957 · 1958 · 1959 · 1960 · 1961 · 1962 · 1963 · 1964 · 1965 · 1966 · 1967 · 1968 · 1969 · 1970 · 1971 · 1972 · 1973 · 1974 · 1975 · 1976 · 1977 · 1978 · 1979 · 1980 · 1981 · 1982 · 1983 · 1984 · 1985 · 1986 · 1987 · 1988 · 1989 · 1990 · 1991 · 1992 · 1993 · 1994 · 1995 · 1996 · 1997 · 1998 · 1999 · 2000 · 2001 · 2002 · 2003 · 2004 · 2005 · 2006 · 2007 · 2008 · 2009 · 2010 · 2011 · 2012 · 2013 · 2014 · 2015 · 2016 · 2017 · 2018 · 2019 · 2020 · 2021 · 2022 · 2023 · 2024 · 2025 · 2026 
 Lijst van Formule 1 Grand Prix-wedstrijden